# Godfrey (Illinois)
Godfrey is een plaats (village) in de Amerikaanse staat Illinois, en valt bestuurlijk gezien onder Madison County.

## Demografie
Bij de volkstelling in 2000 werd het aantal inwoners vastgesteld op 16.286. In 2006 is het aantal inwoners door het United States Census Bureau geschat op 17.051, een stijging van 765 (4,7%).

## Geografie
Volgens het United States Census Bureau beslaat de plaats een oppervlakte van 93,7 km², waarvan 89,3 km² land en 4,4 km² water.

## Plaatsen in de nabije omgeving
De onderstaande figuur toont nabijgelegen plaatsen in een straal van 16 km rond Godfrey.